# Kigiljach

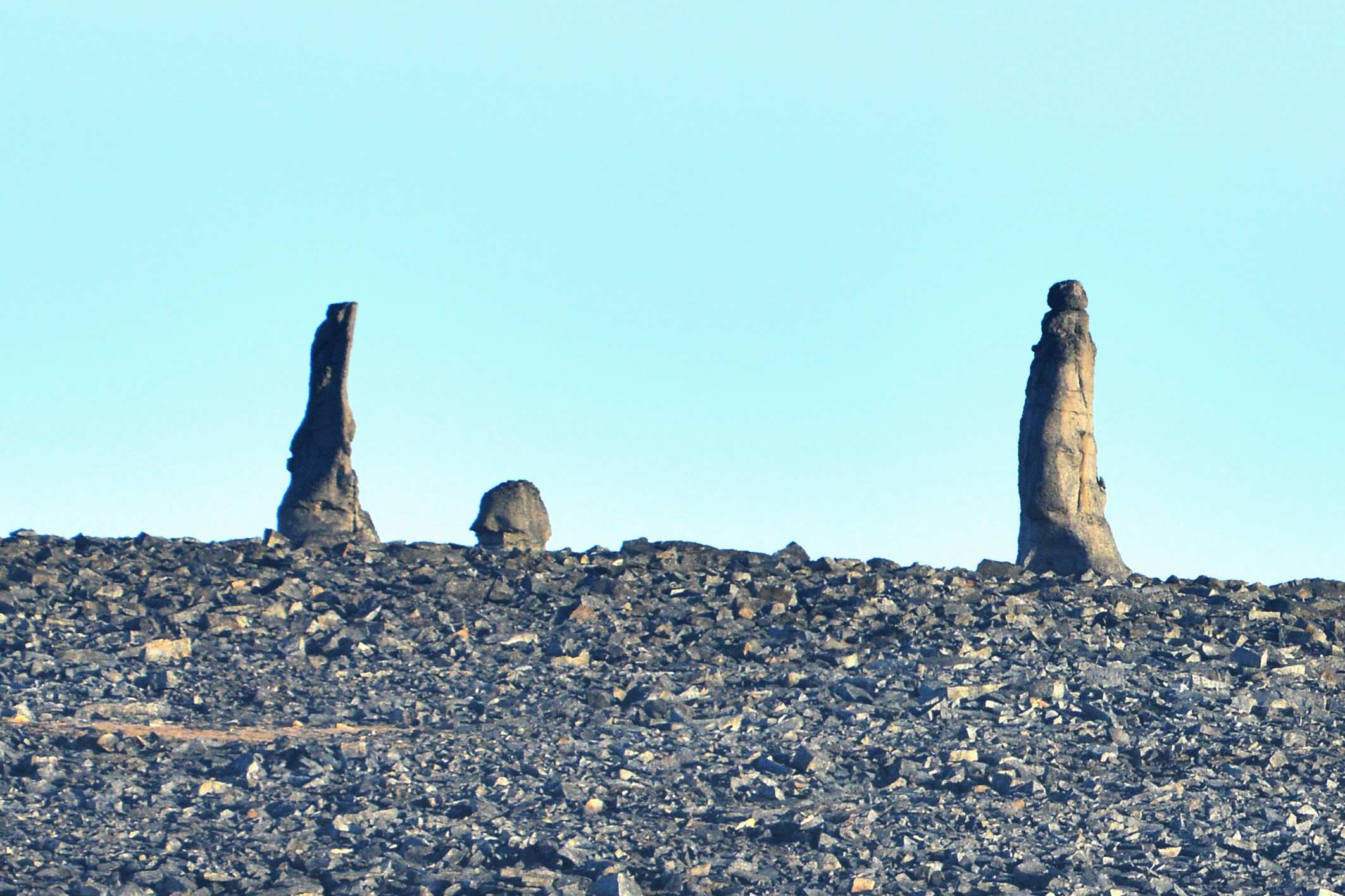
I kisiliach dell'isola Četyrëchstolbovoj

I kisiljach o kigiljach (in russo кисилях, кигилях?; in lingua sacha: киһилээх "[luogo] dove ci sono persone", da киһи "persona") sono particolari formazioni rocciose simili a pilastri o monoliti formati come risultato di agenti atmosferici criogenici. Per la forma e le dimensioni i sacha ravvisano in essi delle persone. Nella lingua russa si usa il termine al plurale "kisiljachi" (кисиляхи) riferendosi alle formazioni rocciose, mentre nella lingua sacha vige solo il singolare trattandosi di un "luogo".
Sono pietre che sporgono dalla superficie di montagne piatte o spuntano dal ghiaccio e dalla neve. Sono costituiti da rocce dure, principalmente granito. in alcuni kisiljach sono state rinvenute arenarie del periodo Giurassico. La maggior parte di essi si è formato durante il periodo Cretaceo e hanno circa 120 milioni di anni.
I kisiljach si trovano in diversi luoghi della Jakuzia, principalmente nella pianura della Siberia Orientale: 
- Altopiano dell'Alazeja
- Altopiano dell'Anabar
- Monti Kisiljach
- Ulachan-Sis
- Catena Suor-Ujata
  - Kisiljach-Tas
- Monti Kjun-Tas 69°48′N 140°02′E
- Altopiano di Ojmjakon
- Alture Polousnyj
- Isole di Ljachov
  - sulla penisola Kigiljach dell'isola Bol'šoj Ljachovskij
  - isola Stolbovoj
- Isola Četyrëchstolbovoj

Al di fuori della Jakuzia, formazioni simili si trovano nell'isola di Popov-Čukin e sull'Altopiano Putorana, nel Territorio di Krasnojarsk.

## Leggende e cultura
Secondo le leggende Sacha, nei tempi antichi, quando il clima del pianeta era caldo, le persone vivevano principalmente in montagna. Tuttavia, a seguito di una forte ondata di freddo, le persone iniziarono a spostarsi a sud e a scendere in pianura, dove non faceva così freddo. Attraversando i monti Kisiljach (Кисилях хребет), molti di loro si bloccarono e rimasero in piedi congelati. Nel corso degli anni questi pilastri sono diventati di pietra e sono così apparsi i kisiljach. Per la cultura sacha, i kisiljach sono luoghi sacri, di potere, e da essi emana energia positiva.